# 蒙特雷库尔
蒙特雷库尔（法語：Montrécourt，法語發音：[mɔ̃tʁekuʁ]）是法国上法蘭西大區北部省的一个市镇，属于康布雷区。

## 地理
蒙特雷库尔（50°13'56"N, 3°27'5"E）面积3.56 平方千米，位于法国上法蘭西大區北部省，该省份为法国最北部的省份及最长的省份，西北濒北海，西接加来海峡省，南至埃纳省和索姆省，东与比利时接壤。
与蒙特雷库尔接壤的市镇（或旧市镇、城区）包括：索尔祖瓦尔、欧西、圣欧贝尔。

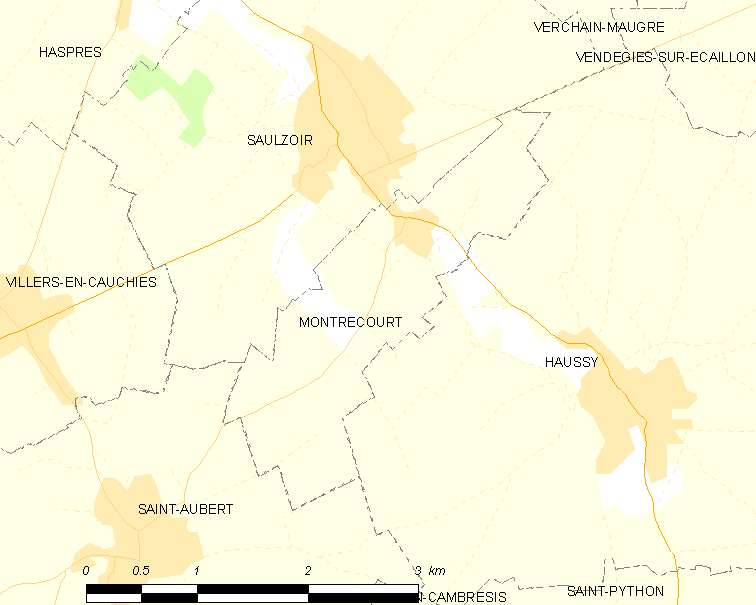
蒙特雷库尔的OSM定位图

蒙特雷库尔的时区为UTC+01:00、UTC+02:00（夏令时）。

## 行政
蒙特雷库尔的邮政编码为59227，INSEE市镇编码为59415。

## 政治
蒙特雷库尔所属的省级选区为科德里县。

## 人口

1962-2008年间蒙特雷库尔人口变化图示

蒙特雷库尔于2022年1月1日时的人口数量为227人。